# Matões do Norte
Matões do Norte este un oraș în unitatea federativă Maranhão (MA), Brazilia.